# Arrenoseius tucumanensis
Arrenoseius tucumanensis är en spindeldjursart som först beskrevs av Sheals 1962.  Arrenoseius tucumanensis ingår i släktet Arrenoseius och familjen Phytoseiidae. Inga underarter finns listade i Catalogue of Life.